# Elsterbach (Fulda)
Der Elsterbach ist ein linksseitiger Nebenbach der Fulda. Er liegt im Reinhardswald nördlich von Kassel. Der Bach mit dem Bachtal ist Bestandteil des Natura 2000-Gebiets Weserhänge mit Bachläufen (FFH-Nr. 4423-350).

## Lage und Hydrologie
Der Elsterbach entspringt auf der Hochfläche des Reinhardswaldes aus einem ausgedehnten Quellsumpfgebiet südlich und südwestlich der Basaltkuppe des Gahrenbergs. In durch den Basalt vor Abtragung geschützten tertiären Schichten in der Quellregion wurde auf der Zeche Wilhelmshausen Braunkohle abgebaut. Die staunassen Böden der Hochfläche aus Buntsandstein mit Lösslehmeinfluss, bodenkundlich Stagnogleye und Pseudogleye, werden regional aufgrund des weiß gefärbten Sickerwassers „Molkenböden“ genannt. Das versumpfte Gebiet weist aufgrund des undurchlässigen Untergrunds nur geringe Quellschüttung auf, das Quellwasser des Elsterbachs entstammt zu großen Teilen den ergiebigeren Grundwasserhorizonten des Gahrenbergs selbst, im Nordwesten des Einzugsgebiets. Aufgrund des recht großen, überwiegend gering durchlässigen Einzugsgebiets schwankt die Wasserführung des Elsterbachs erheblich, gemessen wurden Werte von etwa 5 Liter pro Sekunde in Trockenzeiten bis zu 3500 Liter pro Sekunde nach starken Niederschlägen. Die Quellsumpfgebiete des Elsterbachs werden im Naturschutzgebiet „Bruchwald am Gahrenberg“ geschützt.
Die zahlreichen kleinen Quellbäche des Elsterbachs vereinigen sich am Silberteich (auch Alaunteich genannt, aufgrund der historischen Alaungewinnung in den Braunkohlensedimenten). Einige Hundert Meter unterhalb sind zwei weitere Stauteiche, die Lägerteiche, auch Heiligenlägerteiche genannt, eingeschaltet, die von Erlen-Bruchwald umgeben sind. Unterhalb von diesen mündet von links (von Norden) her ein namenloser Seitenbach von etwa 1,5 Kilometer Lauflänge ein. Unterhalb davon verläuft der Bach fast geradlinig nach Süden zur Fulda in einem steil eingeschnittenen Kerbtal ohne weitere Zuläufe.
Nahe der Vereinigung der Quellbäche befand sich der bereits im hohen Mittelalter wieder wüst gefallene ehemalige Ort Gebhardshagen. Der Name der Ortswüstung blieb als Flurname in Erinnerung. Auf die (nicht mehr erhaltene) Ruine der Kirche, die später Rinderhirten als Quartier diente, soll sich der Name der Heiligenlägerteiche zurückführen (einige Autoren nehmen hier auch eine weitere, Rot genannte Wüstung an). An der Mündung des Elsterbachs in die Fulda, am Rand der Flussaue liegt die kleine, zum Ort Wilhelmshausen gehörende Wohnsiedlung „Am Elsterbach“. Das übrige Tal ist bewaldet und unbesiedelt. Der Waldanteil des Einzugsgebiets beträgt etwa 95 Prozent, davon knapp die Hälfte Fichtenforsten.
Im Fuldatal, nahe der Mündung in die Fulda, wird der Elsterbach von der Bundesstraße 3 zwischen Kassel und Hann. Münden und dem parallel verlaufenden Fulda-Radweg gequert. An der Mündung liegt außerdem die Kläranlage Wilhelmshausen, die die Abwässer von Wilhelmshausen, Knickhagen und des Gewerbegebiets Fritz-Erler-Anlage (ehemalige Fritz-Erler-Kaserne) aufnimmt.

## Gewässerchemie und Biologie
Aufgrund der nährstoffarmen Böden des Einzugsgebiets war der Bach sehr anfällig für Gewässerversauerung aufgrund anthropogener (vom Menschen ausgebrachter) Luftschadstoffe, besonders Schwefeldioxid. Es wurden in den nordöstlichen Quellbächen pH-Werte zwischen 4,4 und 4,6 gemessen. Seit Anfang der 1990er Jahre zeigt der Bachchemismus aufgrund besserer Luftreinhaltung einen Trend zur Erholung. Das Einzugsgebiet des Elsterbachs wird seit Ende 1972 bis heute als einer von nur zwei Bächen in Hessen gewässerchemisch und forsthydrologisch untersucht, wodurch ungewöhnlich viele Daten über den kleinen Bach vorliegen. Eine dauerhafte Messstation wird bis heute (Stand 2019) betrieben.
Im Elsterbach wurde die in der Region sehr seltene, für saubere Fließgewässer charakteristische Froschlaichalge Batrachospermum gelatinosum, eine Rotalge, gefunden. Häufigste Wasserpflanze ist das Bach-Spatenmoos Scapania undulata. Wie typisch für den Fließgewässertyp fehlen höhere Wasserpflanzen völlig. Im Bach leben die Larven der quellbachtypischen Libellenart Zweigestreifte Quelljungfer Cordulegaster boltoni. Larven des Feuersalamanders Salamandra salamandra kommen vor, sind aber nicht häufig. Im Bach unterhalb der Lägerteiche wurden die Fischarten Bachforelle Salmo trutta fario,  Bachschmerle Barbatula barbatula,  Gründling Gobio gobio, Elritze Phoxinus phoxinus und Dreistachliger Stichling Gasterosteus aculeatus nachgewiesen. Zum Makrozoobenthos des Bachs ist hingegen wenig bekannt.